# Spax (Schraube)

Logo

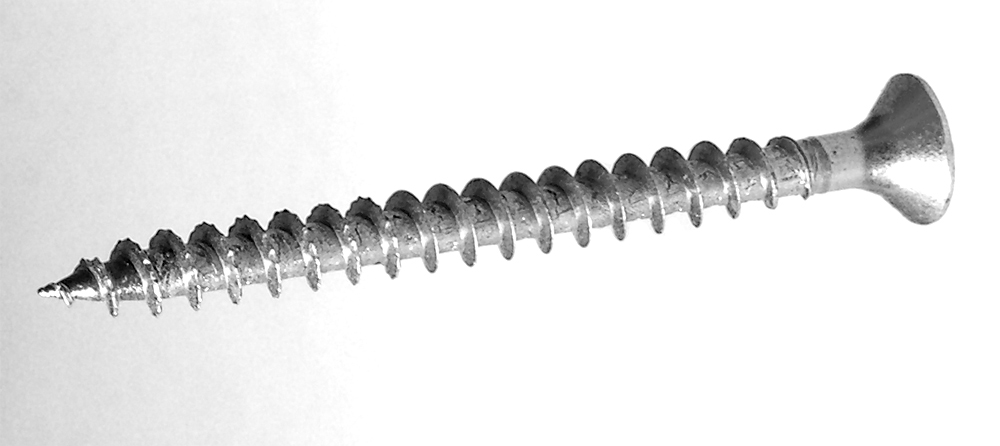
SPAX-Schraube: Typ Vollgewinde, Senkkopf

Spax (Eigenschreibweise SPAX) ist ein geschützter Markenname für Schrauben und weitere Produkte der Verbindungstechnik der Spax International GmbH & Co. KG in Ennepetal. Der Name wurde 1967 von dem südwestfälischen Mutterunternehmen Altenloh, Brinck & Co (ABC) als ABC-SPAX für eine neue selbstschneidende Universalschraube eingeführt. Im selben Jahr erfolgte die Anmeldung beim Deutschen Patentamt. Die Bezeichnung Spax ist ein Akronym für SPAnplatten-Schraube mit Kreuzschlitz (×). Ihre Geometrie stellte eine Innovation für den Holzbau dar, denn die seit den 1950er Jahren zunehmend im Möbel- und Trockenbau eingesetzten Holzspanwerkstoffe lassen sich mit herkömmlichen Holzschrauben nicht sicher montieren, da diese beim Einschrauben die Plattenstruktur beschädigen.
Mit dem allmählich wachsenden Bekanntheitsgrad der Marke Spax wurde „spaxen“ zum generischen Tätigkeitswort für das Verschrauben von Spanplattenschrauben auch anderer Hersteller. Seit den 1990er Jahren entwickelte die Firma ABC ein zunehmendes Bewusstsein für die eigene Marke: So wurde seit 1992 das gebogene Dreieck des ABC-Logos als Körnung in den Schraubenkopf gepresst, seit 2005 der Name „SPAX“.

## Konstruktion
Schrauben dieser Art unterscheiden sich von klassischen Holzschrauben (z. B. Holzschrauben mit Sechskant DIN 571, und Holzschrauben mit Schlitz DIN 95, DIN 96, DIN 97) durch ein anderes Verhältnis von Außen- zu Kerndurchmesser, d. h. der Kerndurchmesser ist hier im Verhältnis kleiner. Damit wird einerseits der Einschraubwiderstand verringert und andererseits die Gewindeüberdeckung von Werkstoff zu Schraube vergrößert. Der mit dieser Überdeckung zusammenhängende Scherwiderstand des verschraubten Werkstoffes vergrößert die erreichbare Auszugsfestigkeit. Die Gewindegänge sind sehr viel scharfkantiger als bei anderen Holzschrauben. Zudem ist der Kern zylindrisch ausgeführt, während er bei klassischen Holzschrauben kegelförmig weitergeführt wird.
Ein besonderes Merkmal der Spax-Schrauben ist das 1989 eingeführte gewellte Patentgewinde in den ersten Windungen der Spitze. Dadurch wird der Einschraubwerkstoff am vorderen Ende der Schraube aufgerieben und das nachfolgende Gewinde kann mit weniger Reibung nachlaufen. Die Gefahr des Lösens der Schraube bei dynamischer Belastung ist dadurch geringer. Das gewellte Gewinde und die Position der vierkantförmigen Gewindespitze im speziellen Winkel zur Gewindesteigung tragen dazu bei, dass das aufzubringende Drehmoment beim Einschrauben geringer ist. Es wird nur wenig Werkstoff verdrängt, was die Gefahr eines Reißens oder Spaltens des Werkstückes an der Einschraubstelle minimiert (Spleißen). Spanplatten sind hierfür anfälliger als die meisten Naturhölzer. Abgesehen von Harthölzern kann so auf ein Vorbohren verzichtet werden.

## Varianten

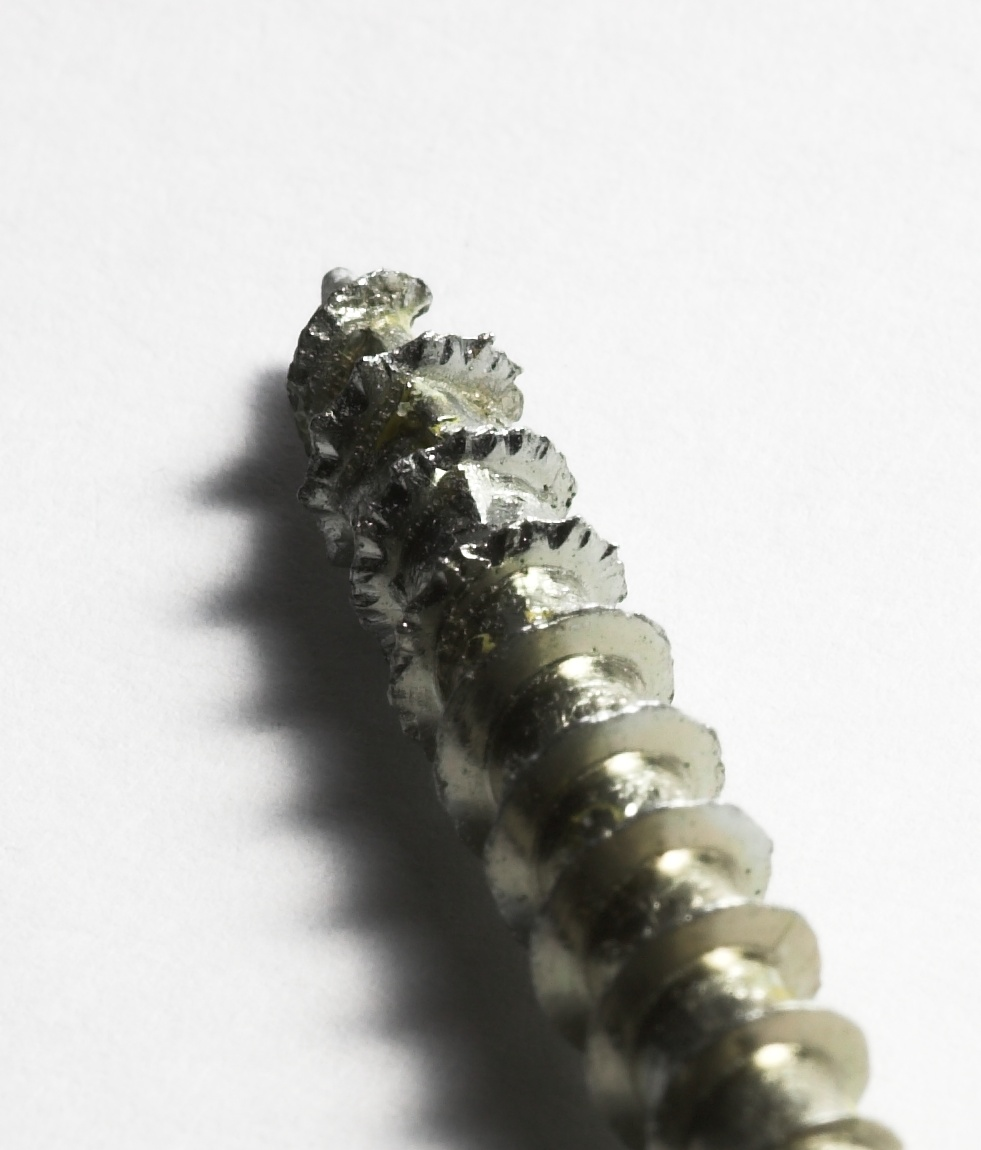
SPAX-Gewinde: Gänge im Bereich der Spitze mit Wellung und Zahnung

Mit der Zeit wurden Spax-Schrauben nicht nur für Spanplatten, sondern für die unterschiedlichsten Werkstoffe, wie Weichholz, Hartholz, Kunststoff, Gipskartonplatten und Bleche, entwickelt. Die Schrauben werden je nach Anwendung mit verschiedenen Schraubenköpfen, wie Senk-, Halbrund-, Teller-, Linsensenkkopf- oder Zylinderkopf, ausgestattet. Als Schraubenkopfantrieb wurde zunächst Kreuzschlitz (Phillips), später Pozidriv angeboten. 2005 wurde der eigene Innensechsrund-Kraftantrieb „T-Star plus“ vorgestellt, der eine zusätzliche Vertiefung im Schraubenkopf und einen dazu passenden Führungszapfen auf der Spitze des Bits aufweist, was für einen festeren Sitz des Bits und eine verbesserte Führung insbesondere beim einhändigen Schrauben über Kopf sorgt.